# Fatma Uliye Sultan
Fatma Uliye Sultan (12. září 1892 – 25. ledna 1967), známá také jako Fatma Uliye Hermianoglu, byla osmanská princezna a druhá dcera posledního osmanského sultána Mehmeda VI. Její matkou byla jeho první manželka Emine Nazikedâ Kadınefendi.

## Biografie
Fatma se narodila v paláci Örtakoy. Druhé jméno Uliye získala na počest první dcery Abdulhamida, druhého sultána toho jména. Z matčiny strany byla abchazského původu; její matka patřila do rodiny šlechticů Maršanových.
Za svůj život se provdala dvakrát. Jejím prvním manželem byl syn posledního velkovezíra Ahmeda Tewfika Paši, Ismail Paša. V roce 1917 porodila své jediné dítě, dceru Suade Hümeyru Hanim. Manželství poté skončilo rozvodem. Druhým manželem byl Ali Haydar Bey, který po rozpadu říše přijal příjmení Hermianoglu. Manželství bylo bezdětné.
V souladu s novým zákonem Turecké republiky z roku 1924 byla Fatma zařazena do seznamu lidí, kteří byli nuceně deportováni. Rodina se odstěhovala do Nice a později do Egypta.
Fatma zemřela ve Smyrně, krátce po návratu do své vlasti. Pohřbena je na hřbitově Chengelkoy.